# Xã Orange, Quận Douglas, Minnesota
Xã Orange (tiếng Anh: Orange Township) là một xã thuộc quận Douglas, tiểu bang Minnesota, Hoa Kỳ. Năm 2010, dân số của xã này là 313 người.